# Costi di manutenzione sul valore aggiunto
I costi di manutenzione sul valore aggiunto sono una misura dell'incidenza percentuale del costo della manutenzione sul valore aggiunto, ossia l'incremento di valore che il prodotto ha ricevuto al termine del ciclo produttivo al netto dei costi dovuti a terzi.
Esso fornisce indicazioni su come definire le politiche di manutenzione con riferimento all'incidenza dei costi di manutenzione rispetto al totale dei costi considerati.
Tale indice è di validità generale, ma la confrontabilità fra diversi casi è limitata ad impianti e produzioni tecnologicamente simili.

## Significato degli elementi costitutivi
- Costi di manutenzione = Costi direttamente attribuibili all'attività di manutenzione (ad esercizio o da capitalizzare)
- Valore aggiunto = Produzione valorizzata meno costi di forniture di beni e servizi forniti da terzi